# Омельчук-Мякушко Таїсія Яківна
Омельчук-Мякушко Таїсія Яківна (нар. 1933 р.) — українська дослідниця в галузі ботаніки, кандидат біологічних наук (1964), завідувачка гербарію Інституту ботаніки НАН України. Вивчала таксономію квіткових рослин, описала декілька видів та низку таксонів рангу нижче роду.

## Біографія
1964 року захистила дисертацію кандидата біологічних наук. Працювала під керівництвом Андрія Барбарича, очолюючи обмінний фонд гербарію Інституту ботаніки. Налагодила зв'язки з ботанічними установами СРСР та гербаріями інших країн світу. 1971 року директор Інституту ботаніки Костянтин Ситник призначив її завідувачкою гербарного підрозділу відділу вищих рослин. Завідувала гербарієм до 1989 року. За часів керівництва гербарію створила перші бази даних його колекції, сприяла поповненню гербарія новими зразками, кількість яких на 1990 рік склала 1,5 мільйони одиниць.
Була одружена з ботаніком Володимиром М'якушком, з яким мала двох синів — Костянтина та Андрія

## Наукові дослідження
Вивчала систематику родин цибулевих, холодкових, товстолистових, лілієвих, подорожникових. Дослідила склад багатьох родів трояндових, зокрема глоду, ожини, перстача. Описала кілька нових видів рослин, зокрема часник білоцвітий, очиток застарілий, а також низку серій великих родів цибуля та чистець.
Спеціалістка з лікарських рослин. Брала участь у створенні визначників з флори України.

## Наукові публікації
- «Определитель растений Украины» (1987)
- «Хорология флоры Украины» (1986)
- «Определитель лекарственных растений Украины» (1982)
- М'якушко Т. Я., Глаголева Н. Г., Мельник С. К. 1979. Гербарна колекція типових зразків нових видів М. С. Турчанінова. Український ботанічний журнал, 36(1): 85–90.
- М'якушко Т.Я., Сіренко I.П., Глаголева Н.Г., Мельник С.К. 1981. Інформаційно-пошукова система гербарноï колекції типових зразків новоописів М. С. Турчанінова. Український ботанічний журнал, 38(4): 71–73
- Омельчук-Мякушко, Т. Я., Фастовская, А. Я. (1968). Динамика накопления антимикробных веществ у зверобоя продырявленного. Растительные ресурсы., 4(3), 346
- Омельчук-Мякушко, Т. Я. (1976). Конспект семейства Alliaceae J. Agardh европейской части СССР. Нов. сист. высш. и низш. раст, 51-58.